# 顿河军
顿河军（俄语：Донская армия, Donskaya Armiya）是短命的顿河共和国的军队，也是俄国内战中白军的一部分。它于1918年至1920年间以新切尔卡斯克为中心，在顿河地区行动。